# Венцислав Керчев
Венцислав Керчев (роден на 2 юни 1997 г. в Русе) е български футболист, централен защитник. Играе за ПФК Славия.

## Кариера
Родом от Русе, Керчев започва да тренира футбол на 7-годишна възраст в местния клуб Дунав (Русе). През 2010 г. преминава в школата на Лудогорец (Разград).
Преди началото на сезон 2015/16 Керчев става част от Лудогорец II и дебютира в Б група на 25 юли при загуба с 2:3 от Дунав (Русе). През следващия месец и половина изиграва общо 8 мача за втория тим на „орлите“.
В средата на септември е извикан в първия тим от наставника Едуард Ераносян. На 19 септември 2015 г. дебютира в А група, като изиграва пълни 90 минути в центъра на защитата при победа с 2:1 у дома срещу Ботев (Пловдив). Точно 6 месеца по-късно, на 19 март 2016 г., бележи първия си гол за Лудогорец. Открива резултата при победа с 2:0 като гост над Берое (Стара Загора). След последния съдийски сигнал е избран за „Играч на мача“.

## Успехи

### Лудогорец
- Шампион на A група: 2015 – 2016